# 日本臨床脳神経外科学会
日本臨床脳神経外科学会（にほんりんしょうのうしんけいげかがっかい、英文名 Japan Association of Neurosurgical Clnics）は、脳神経外科医療のなかでも臨床医学的側面を主題として扱うために平成10年に設立された学術団体。
事務局を香川県観音寺市村黒町739 日本脳神経研究所に置いている。 

## 事業
- 学術集会の開催、プログラム抄録号の刊行、日本国内外の関係団体との協力活動など。
- 学術集会は、学会形式で年一回となっている。

| 回数   | 開催年月   | 学術集会会長 | 会長所属（開催当時）              | 開催地   | 備考 |
| ------ | ---------- | ------------ | --------------------------------- | -------- | ---- |
| 第 1回 | 1998年 7月 | 佐野圭司     | 東京大学名誉教授                  | 東京都   |      |
| 第 2回 | 1999年 7月 | 朝倉哲彦     | 鹿児島大学名誉教授                | 宮崎県   | 注   |
| 第 3回 | 2000年 7月 | 渡邊一夫     | 総合南東北病院理事長・院長        | 福島県   | 注   |
| 第 4回 | 2001年 7月 | 大田浩右     | 脳神経センター大田記念病院院長    | 広島県   | 注   |
| 第 5回 | 2002年 7月 | 清水鴻一郎   | 京都伏見しみず病院 理事長         | 京都府   | 注   |
| 第 6回 | 2003年 7月 | 松井孝嘉     | 日本脳神経研究所 理事長           | 香川県   | 注   |
| 第 7回 | 2004年 7月 | 北原茂美     | 北原国際病院 病院長・理事長       | 東京都   | 注   |
| 第 8回 | 2005年 7月 | 厚地政幸     | 厚地脳神経外科病院 病院長・理事長 | 鹿児島県 | 注   |
| 第 9回 | 2006年 7月 | 新井弘之     | 新潟脳神経外科病院 院長           | 新潟県   | 注   |
| 第10回 | 2007年 7月 | 永富裕文     | 永富脳神経外科病院 理事長         | 大分県   | 注   |
| 第11回 | 2008年 7月 | 中村博彦     | 中村記念病院 理事長               | 札幌市   | 注   |
| 第12回 | 2009年 7月 | 吉川幸弘     | 畷生会脳神経外科病院 院長・理事長 | 大阪府   | 注   |
| 第13回 | 2010年 7月 | 斎藤孝次     | 釧路脳神経外科病院 院長・理事長   | 釧路市   | 注 P |
| 第14回 | 2011年 7月 | 貞本和彦     | 貞本病院 理事長                   | 愛媛県   | 注 P |
| 第15回 | 2012年 7月 | 西谷幹生     | 函館脳神経外科病院 理事長         | 函館市   | 注 P |
| 第16回 | 2013年 7月 | 寺岡 暉      | 寺岡記念病院 理事長               | 福山市   | 注 P |
| 第17回 | 2014年 7月 | 沖野光彦     | 旗の台脳神経外科病院 理事長・院長 | 東京都   | P    |
| 第18回 | 2015年 7月 | 大西英之     | 大西脳神経外科病院 理事長・院長   | 兵庫県   | P    |
| 第19回 | 2016年 7月 | 清水庸夫     | 関東脳神経外科病院 院長           | 埼玉県   | P    |
| 第20回 | 2017年 7月 | 荒木攻       | 荒木脳神経外科病院 理事長         | 広島県   | P    |
| 第21回 | 2018年 7月 | 佐藤秀次     | 金沢脳神経外科病院 院長           | 石川県   | P    |

- 注）の回は日本病院脳神経外科学会として開催された。
- P は、教育コースとして PNLSを開催した会

## 機関誌
- 学会プログラム号を刊行